# Don Juan (film 1922 Heine)
Don Juan è un film muto del 1922 diretto da Albert Heine e Robert Land.

## Produzione
Il film fu prodotto dalla Vera-Filmwerke AG di Amburgo.

## Distribuzione
13 ottobre 1922.